# Drakula

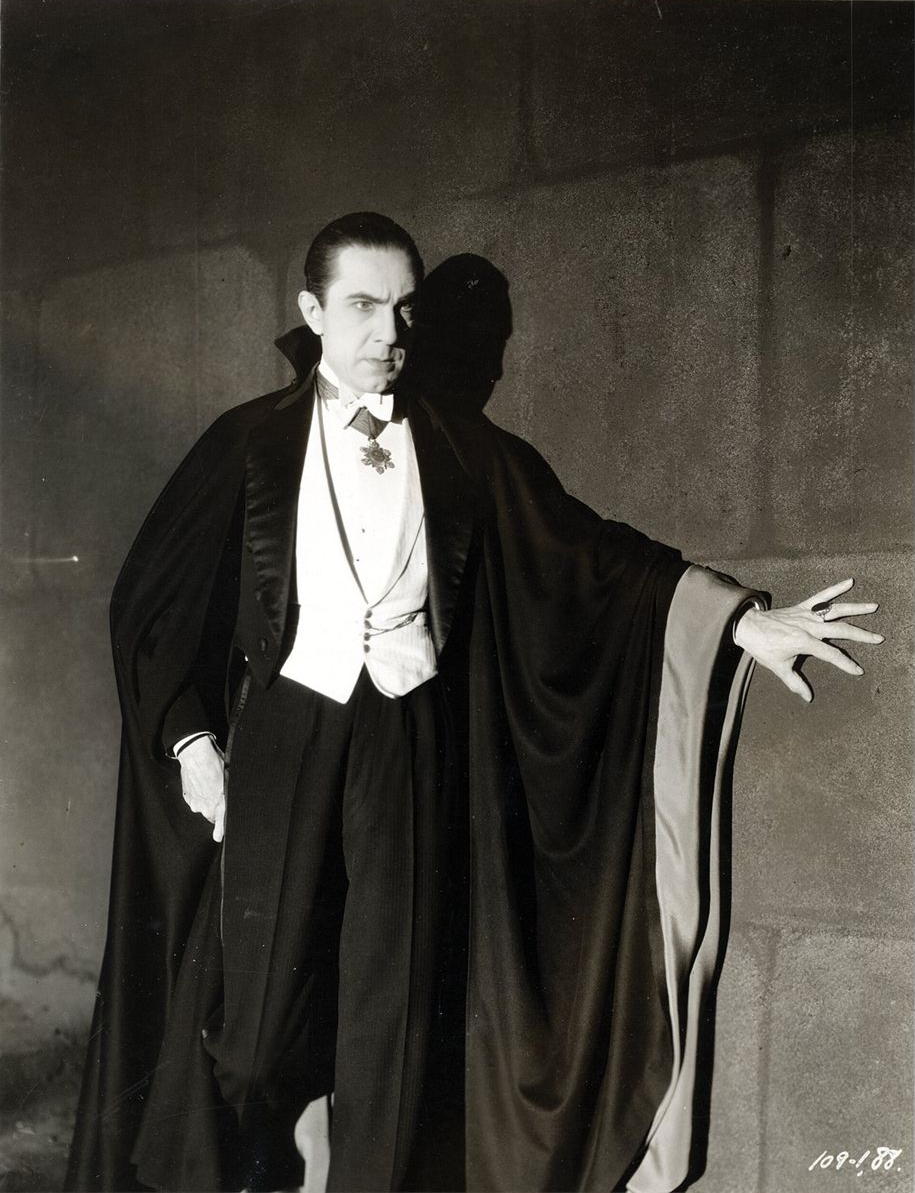
Béla Lugosi jako hrabia Drakula w filmie Książę Dracula (1931)

Drakula (oryg. Dracula) – wampir-arystokrata, hrabia, tytułowy bohater książki Drakula autorstwa irlandzkiego pisarza Brama Stokera.

## Narodziny Draculi
W 1897 roku ukazała się powieść Brama Stokera, zatytułowana Drakula. Jej tytułowym bohaterem był hrabia, transylwański arystokrata mieszkający na swoim zamku, będący jednocześnie wampirem. Nie był to pierwszy krwiopijca w literaturze, w roku 1819 bowiem powstało opowiadanie o wampirach autorstwa Johna Polidoriego, The Vampyre (Wampir) zainspirowana ideą George’a Byrona.
Jej głównym bohaterem jest lord Ruthven – wampir.
Stoker, tworząc postać wampirycznego hrabiego, nadał jej imię „Dracula”, napotkane w jednej z historycznych ksiąg. Był to przydomek władcy Wołoszczyzny Włada Drakuli zwanego też Palownikiem (zob. nabicie na pal) – syna Włada Diabła. Być może Stoker użył również fragmentów biografii wołoskiego władcy, o czym mogą świadczyć wzmianki o wyprawach wojennych na terytorium Imperium Osmańskiego dokonywanych przez jednego z wielkich przodków hrabiego, czy też o tegoż przodka zdradzieckim bracie. Znajdują one bowiem pokrycie w faktach z życiorysu Tepesa. Niemniej, na ogół przyjmuje się, że Stoker ograniczył się jedynie do zapożyczenia imienia.

## Dracula w popkulturze
Postać Draculi stała się jednym z bardziej znanych symboli w kulturze popularnej. Wizerunek Draculi stworzony przez Stokera i spopularyzowany następnie przez film stał się utrwalonym typowym wizerunkiem wampira. Oprócz kilkunastu filmów i seriali ekranizujących powieść do Draculi nawiązywano w wielu innych dziełach, w tym filmach animowanych (np. Hotel Transylwania) i grach komputerowych. Do najbardziej znanych odtwórców roli Draculi należą Niemcy Max Schreck i Klaus Kinski, Węgier Bela Lugosi oraz Anglicy Christopher Lee i Gary Oldman.
Postać Draculi w niektórych ekranizacjach książki nie zawsze jednak była zgodna z opisem Brama Stokera. W filmie Dracula Toda Browinga z 1931 roku, przez długi czas najsłynniejszej ekranizacji książki Stokera, hrabia Dracula grany przez Bélę Lugosiego był dość młodym, zwyczajnym mężczyzną, który już po przybyciu do Anglii kilkukrotnie rozmawiał towarzysko z pozostałymi bohaterami (np. z doktorem Sewardem i Abrahamem Van Helsingiem), co nie miało miejsca w książce. Takie przedstawienie Draculi kłóci się z opisem demonicznego starca, który stworzył Stoker. Zdaniem wielu najbliższą opisowi Stokera była kreacja Maxa Schrecka z filmu Nosferatu – symfonia grozy z 1922 roku.
Postać Draculi spowodowała też pojawienie się licznych wątków wampirycznych w literaturze, czego przykładem jest najnowsza powieść Elisabeth Kostovej, Historyk, w której motorem całej fabuły są poczynania najsłynniejszego z wampirów.

## Ważniejsze filmy z tą postacią

### XX wiek
- 1921: Drakula halála (wyk. Erik Vanko)
- 1922: Nosferatu – symfonia grozy (wyk. Max Schreck)
- 1931: Książę Dracula (wyk. Béla Lugosi)
- 1931: Dracula (wyk. Carlos Villarías) – wersja hiszpańska
- 1958: Dracula (wyk. Christopher Lee)
- 1966: Dracula: Książę Ciemności (wyk. Christopher Lee)
- 1970: Książę Dracula (wyk. Christopher Lee)
- 1974: Bram Stoker’s Dracula (wyk. Jack Palance)
- 1974: Krew dla Draculi (wyk. Udo Kier)
- 1979: Nosferatu wampir (wyk. Klaus Kinski)
- 1979: Dracula (wyk. Frank Langella)
- 1992: Dracula (wyk. Gary Oldman)
- 1995: Dracula – wampiry bez zębów (wyk. Leslie Nielsen) – parodia
- 2000: Dracula 2000 (wyk. Gerard Butler)

### XXI wiek
- 2001: Drakula: stronice z pamiętnika dziewicy (wyk. Wei-Qiang Zhang(inne języki))
- 2004: Van Helsing (wyk. Richard Roxburgh)
- 2006: Dracula (wyk. Marc Warren)
- 2012: Dracula l’amour plus fort que la mort(inne języki) (francuski musical) (wyk. Golan Yosef(inne języki))
- 2013: Dracula (serial telewizyjny) (wyk. Jonathan Rhys Meyers)
- 2014: Dracula: Historia nieznana (wyk. Luke Evans)
- 2022: Dracula: The Original Living Vampire(inne języki) (wyk. Jake Herbert)
- 2024: Nosferatu(inne języki) (wyk. Bill Skarsgård)